# Dukuhagung
Dukuhagung is een bestuurslaag in het regentschap Lamongan van de provincie Oost-Java, Indonesië. Dukuhagung telt 3146 inwoners (volkstelling 2010).